# SchmitterGroup
Die SchmitterGroup GmbH ist ein internationaler Automobilzuliefererkonzern mit Hauptsitz in Thüngen in Bayern. Geleitet wird das Unternehmen von Norbert Hettstedt und Hans-Martin Trefzger.
In Unternehmenssitz in Thüngen befindet sich zusätzlich noch der Prototypen- und Werkzeugbau und die Entwicklungsabteilung des Konzerns.

## Geschichte
Die Firma wurde 1947 von Josef Schmitter in Bielefeld gegründet. 1956 begann die Produktion von Kraftstoff- und Dieseleinspritzleitungen. Der Produktionsbetrieb Thüngen wurde 1965 zur Herstellung von Einspritz-, Kraftstoff- und Hydraulikschlauchleitungen gegründet. Im Jahre 1975 wird die Produktpalette auf den Bereich Kolbenkühlungsdüsen ausgeweitet, im Jahr darauf auf die Herstellung von Lenkhilfe-Rohrleitungen. 1990 wurde ein Standort in Irland eröffnet. Im Jahre 2000 wird die Mannesmann-Tochter TubeTec GmbH zur Stärkung des eigenen Geschäftsbereichs Chassis übernommen und in SchmitterChassis GmbH umbenannt. Die Schmitter GmbH wurde 2001 in eine SchmitterGroup AG umgewandelt. 2002 wurde die Firma Jacot S.A. (heute SchmitterFrance S.A.S.) übernommen. 2003 erfolgte die Gründung des Standortes SchmitterAutomotiveAsia SDN. BHD. in Penang, Malaysia. Im Jahre 2005 wurden die Standorte SchmitterKeumahZongding (Anhui) Automotive Components Co.,Ltd in China und SchmitterChassis LLC in Cass City, USA gegründet. Im Jahr darauf erfolgte die Gründung der SchmitterAustria GmbH im österreichischen Gärberbach und die Schließung der Schmitter (Ireland) Ltd. Der Standort Arnstein und damit der Bereich Fluidsysteme wurde 2007 in die SchmitterHydraulik GmbH ausgegliedert und veräußert. Dies war ein weiterer Schritt zur Konzentration auf die Kernbereiche Chassis (Fahrwerk) und Powertrain (Motortechnik, Antriebstechnik). Wirtschaftliche Probleme führten 2007/2008 zu einer drastischen Restrukturierung und Verschlankung des Konzernes. Im Dezember 2008 übernahm die chinesische Zhongding Co. Ltd. 75,1 % der Aktien an der SchmitterGroup.

## Produkte
- Chassis
  - Lenkgehäuse und Lenkgehäuseteile
  - Lenksäulenteile
  - Verbindungsrohrleitungen
- Antriebstechnik
  - Einspritzleitungen für Diesel und Benzin
  - Common-Rail-Einspritzungen
  - Kraftstoffverteiler für Diesel und Benzin
  - Kolbenkühlungen
  - Antriebswellenrohre
  - Getriebeleitungen und Schlauchrohrleitungen
- Antriebshydraulik
  - Hydraulikleitungen
  - Bremsleitungen

| Unternehmen                                         | Branche         | Mitarbeiterzahl | Standort          |
| --------------------------------------------------- | --------------- | --------------- | ----------------- |
| SchmitterGroup GmbH                                 | Antriebstechnik | -               | D – Thüngen       |
| SchmitterChassis GmbH                               | Servolenkungen  |                 | D – Drensteinfurt |
| SchmitterOtomotiv Sanayi ve Ticaret Limited Sirketi |                 | -               | T – Bursa         |
| SchmitterAutomotiveAsia SDN. BHD.                   |                 | -               | MAL – Penang      |

## Joint Venture
| Unternehmen                                        | Branche | Mitarbeiterzahl | Standort        |
| -------------------------------------------------- | ------- | --------------- | --------------- |
| Wuxi WeifuSchmitterPowertrain Components Co., Ltd. |         |                 | China – Wuxi    |
| SchmitterAutoSteelTube (Anhui) Co. Ltd.            |         | -               | China – Ningguo |